# Oerlikon 35 mm
Pour les articles homonymes, voir Oerlikon.
Le canon bitube Oerlikon 35 mm ou Oerlikon GDF est un canon antiaérien tracté fabriqué par Oerlikon Contraves. Il a d'abord été désigné 2 ZLA/353 ML, puis GDF-001. Il a été développé à la fin des années 1950 et est utilisé aujourd'hui dans une trentaine de pays. L'Oerlikon Millennium constitue son évolution.

## Conception et développement
Le système utilise des canons automatiques jumelés, tirant des munitions standards OTAN de calibre 35 x 228 mm. D'abord désignée 353 MK, la série est maintenant désignée KD. Les mêmes canons de calibre 35 mm de la série KD sont notamment utilisés dans les canons antiaériens automoteurs Gepard, basés sur le Leopard 1, Type 87, basés sur le Type 74, et Marconi Marksman. Le système pouvait être associé au radar de conduite de tir Super Fledermaus (en), qui à la fin des années 1970 a été mis à niveau vers le système Skyguard (de). Les armes étaient dirigées soit directement, au moyen d'un système de visée avancé, soit automatiquement, en se verrouillant sur la cible avec un radar. Les premiers modèles comprenaient 112 cartouches prêtes à tirer, et 126 supplémentaires stockées sur le châssis en tant que recharges. Les versions ultérieures avec rechargement automatisé contiennent 280 cartouches au total. Une rafale d'engagement typique est de 28 coups (2 × 14).
En 1980, un modèle amélioré, le GDF-002, a été produit, doté d'un viseur amélioré et de la possibilité d'être dirigé par un système de contrôle numérique. Quelques années plus tard, une troisième version du système était en cours de production, le GDF-003, qui était globalement similaire au GDF-002, mais comprenait quelques améliorations telles que des armes auto-lubrifiantes et des capots de protection intégrés.
En 1985, un autre modèle amélioré a été produit, le GDF-005, qui a été introduit, avec le viseur Gunking 3D contrôlé par ordinateur avec un télémètre laser intégré et un système de contrôle numérique. Le GDF-005 a également introduit un système automatisé de gestion des munitions, qui a éliminé le besoin des deux rechargeurs, réduisant l'équipage de 3 à 1.
Les canons sont généralement tractés par un camion 4 × 4 ou 6 × 6 de 5 tonnes.

### Canons de la série KD
Le développement du canon de la série KD a commencé vers 1952, peu après qu'Oerlikon a calculé que le 35 mm était le calibre optimal pour un canon antiaérien. Les canons de la série KD étaient une conception adaptée du canon de calibre 20 mm KAA 204 Gk d'après-guerre. Plusieurs modèles ont été développés, y compris un modèle refroidi à l'eau, désigné Mk 352, qui a été testé par la marine américaine. Le modèle final fut le Mk 323, qui a été développé en deux variantes, une variante dans laquelle les munitions sont alimentées par bande, le KDA, et une alimentée par des magasins de sept coups, le KDC. Les deux modèles effectuent le rechargement par emprunt de gaz à verrouillage positif.

### Super Fledermaus
Le système de conduite de tir Super Fledermaus (en) a été conçu et fabriqué par la société Contraves, alors distincte. Il se compose d'une remorque tractée à quatre roues avec un radar de recherche Doppler pulsé en bande E/F d'une portée d'environ 15 km et un radar de poursuite Doppler pulsé fonctionnant en bande J, également d'une portée de 15 km. Il a également été utilisé comme système de conduite de tir sur le véhicule antiaérien Gepard.

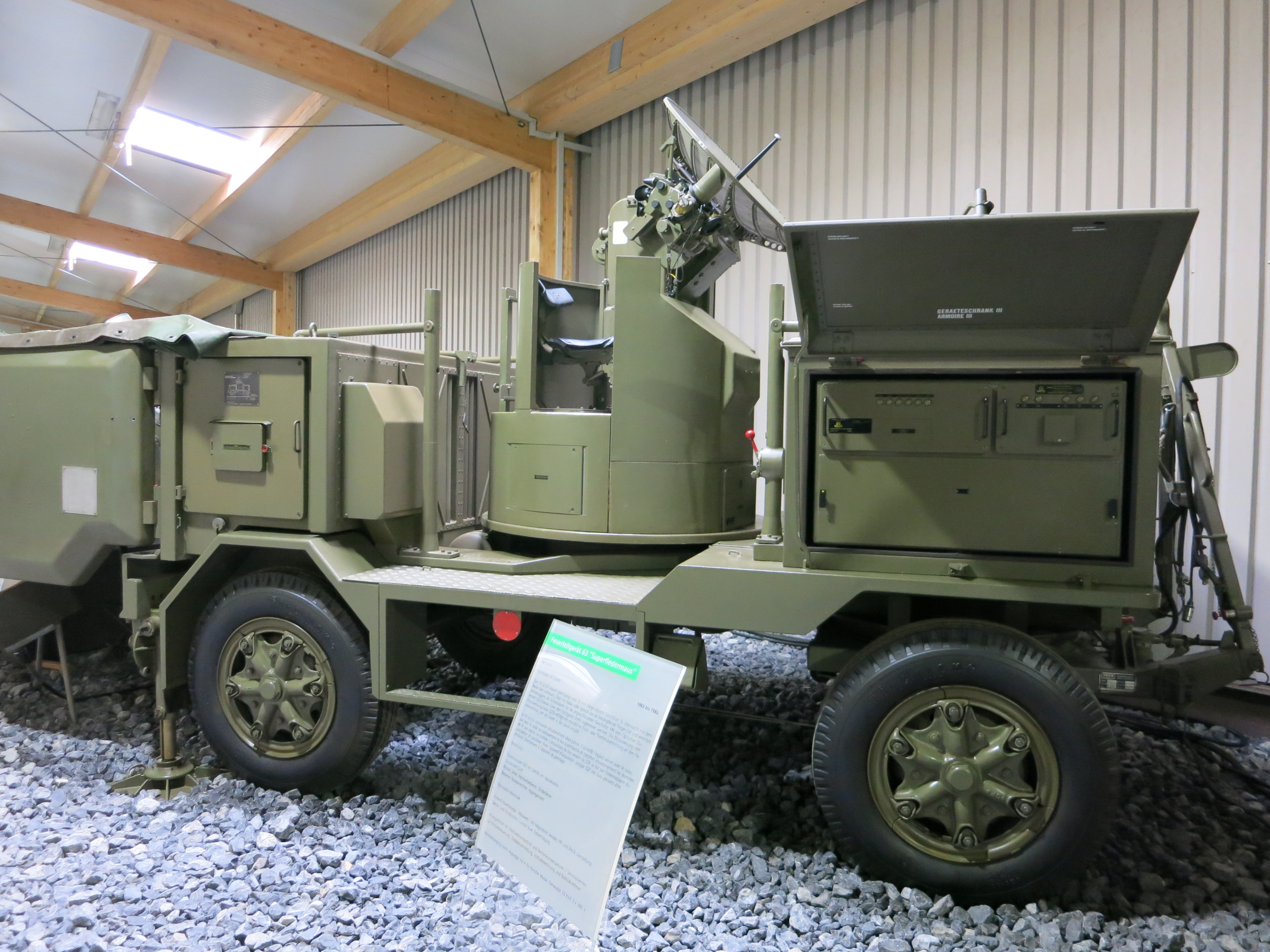
Un Appareil de conduite du tir 63 Super Fledermaus suisse au Flieger Flab Museum.
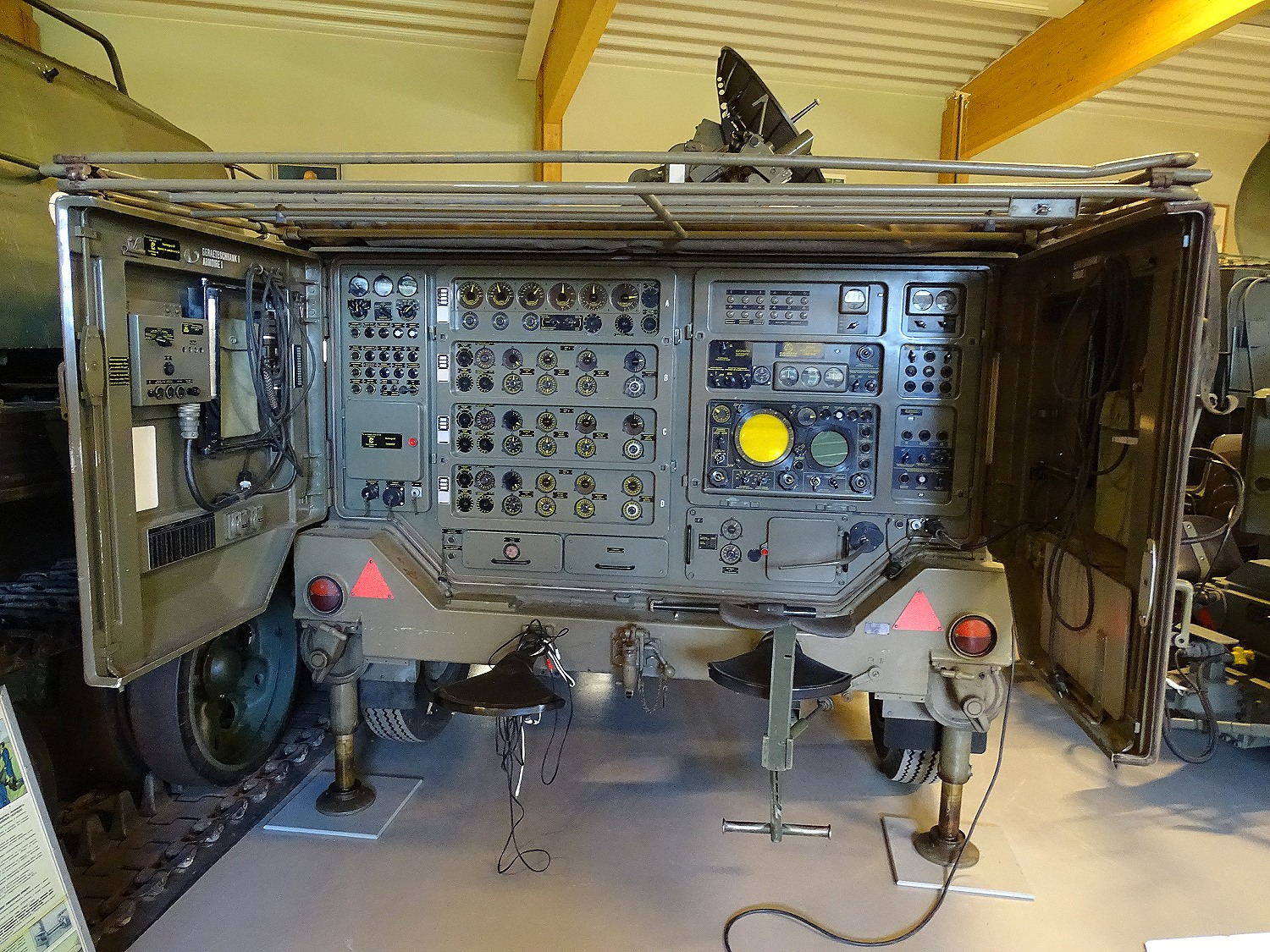
Console d'un Super Fledermaus finlandais

### Skyguard
Le système Skyguard (de) est incorporé dans une remorque tractée. Sur le toit se trouvent un radar de recherche Doppler pulsé, un radar de poursuite Doppler pulsé et une caméra de télévision coaxiale. La remorque abrite également l'équipage de deux personnes et un petit générateur à essence. Skyguard est un système de défense aérienne tout temps pour le contrôle d'avions à basse altitude et à basse et moyenne altitude jusqu'à 3 000 m. La distance effective maximale est donnée comme 4 000 m. Le système prend en charge la surveillance aérienne, l'acquisition d'objectifs, le calcul des valeurs d'action dérivée et le contrôle de deux canons antiaériens de calibre 35 mm Oerlikon. Skyguard est servi par quatre personnes.
L'Appareil de conduite du tir 75 Skyguard a remplacé le système Super Fledermaus dans les Forces aériennes suisses au début des années 1980. Le système Skyguard a également été utilisé par la Luftwaffe pour la surveillance des zones de vol à basse altitude. L'unité radar est préparée rapidement grâce à l'utilisation de systèmes hydrauliques pour l'élévation et le nivellement de l'antenne après le déploiement. Une unité de tir typique utilisant le Skyguard se compose de deux plates-formes de canons de calibre 35 mm jumelés avec un seul radar de contrôle de tir Skyguard.
Les systèmes Skyguard peuvent également incorporer un module de missile surface-air en option basé sur le système de montage et de radar du GDF, mais les canons étant remplacés par quatre cartouches de missiles. Il peut être armé de missiles Aspide ou RIM-7 Sea Sparrow. Le système Skyguard avec le missile Sea Sparrow est connu sous le nom de VELOS en Grèce (RIM-7M) et Amoun en Égypte. En Espagne, le système Toledo est composé de lanceurs Aspide et d'un Skyguard avec une direction de tir Skydor de Navantia.

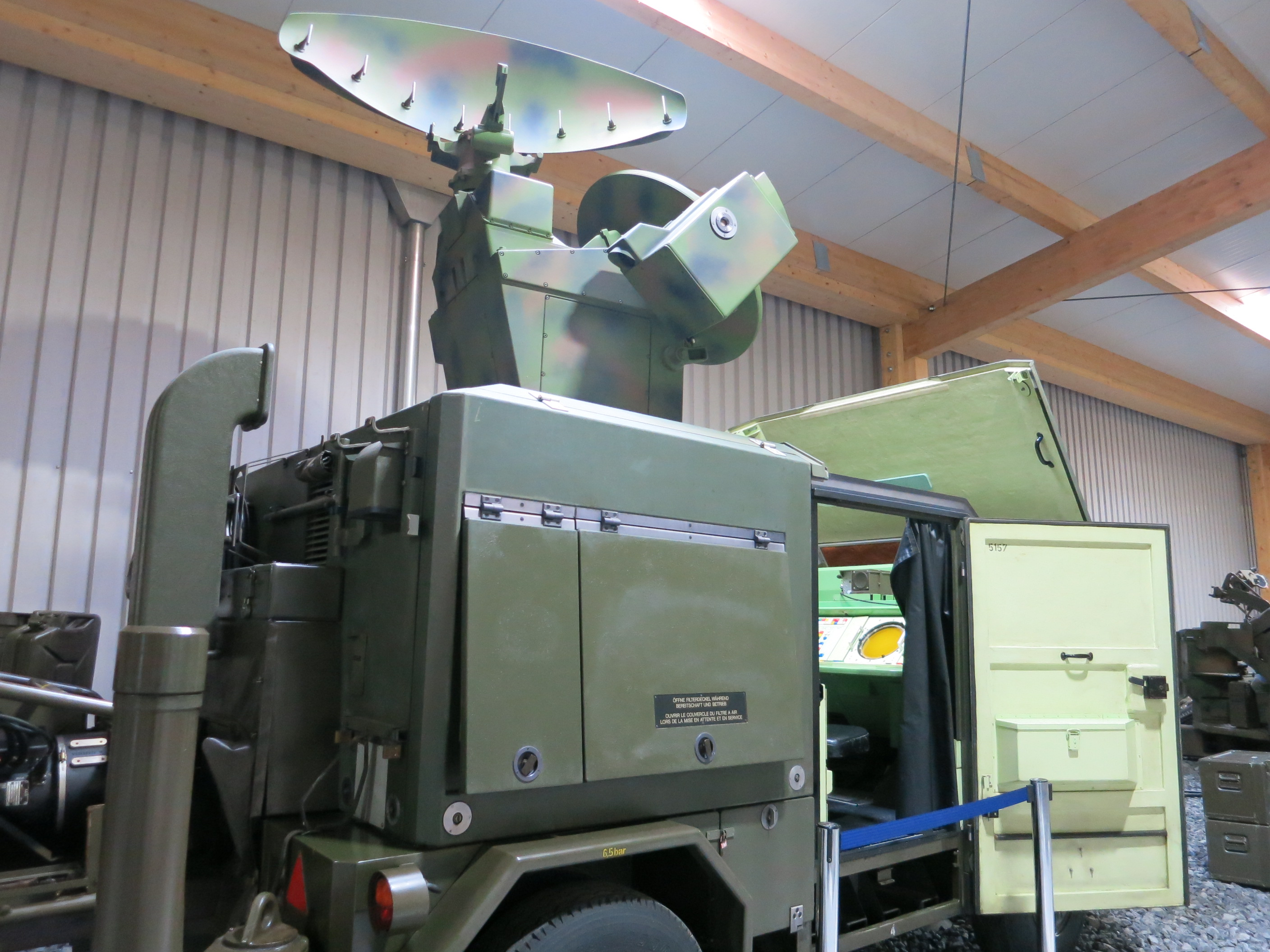
Un Appareil de conduite du tir 75 des Forces aériennes suisses au Flieger Flab Museum.
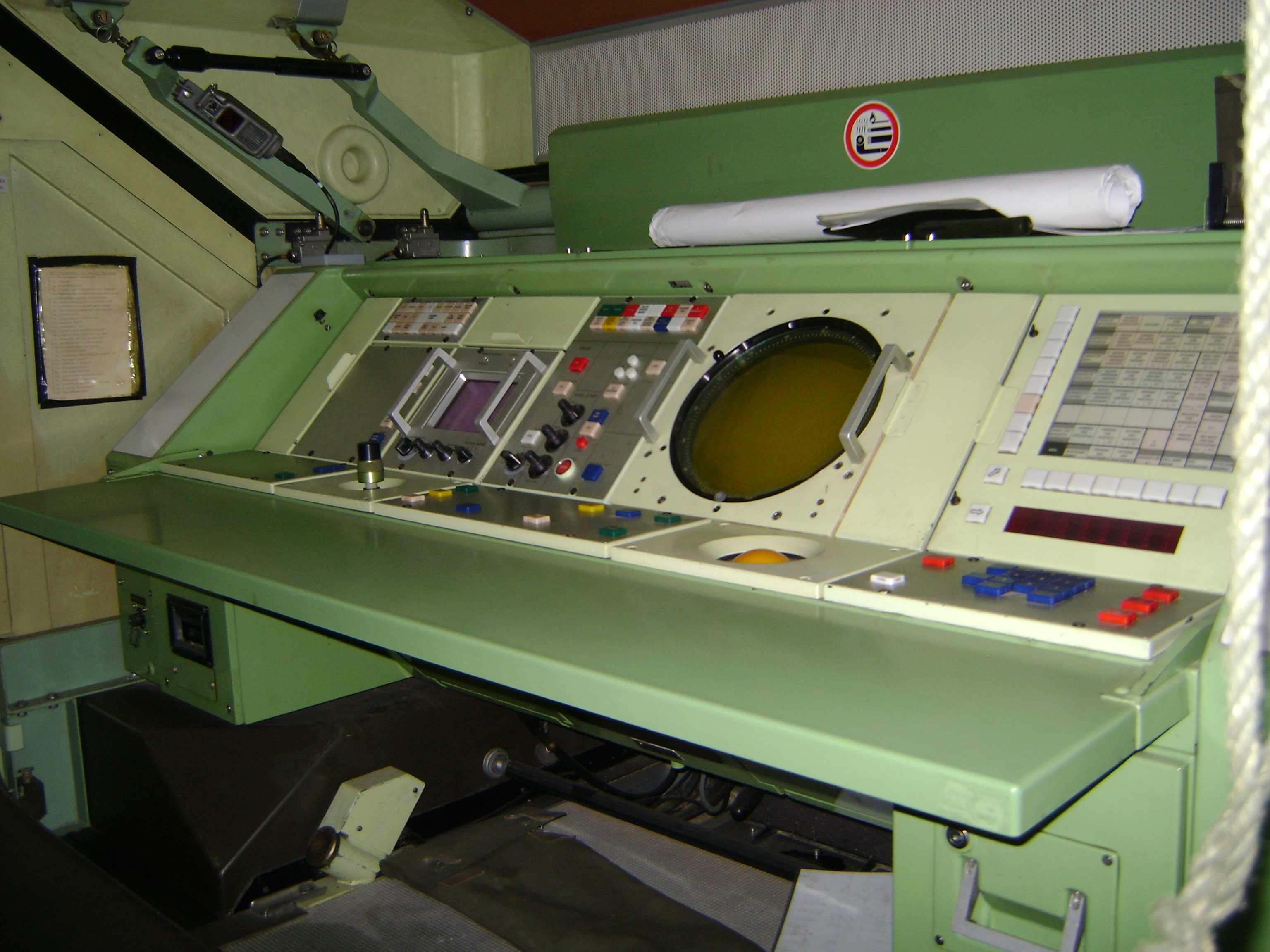
Console d'un Appareil de conduite du tir 75
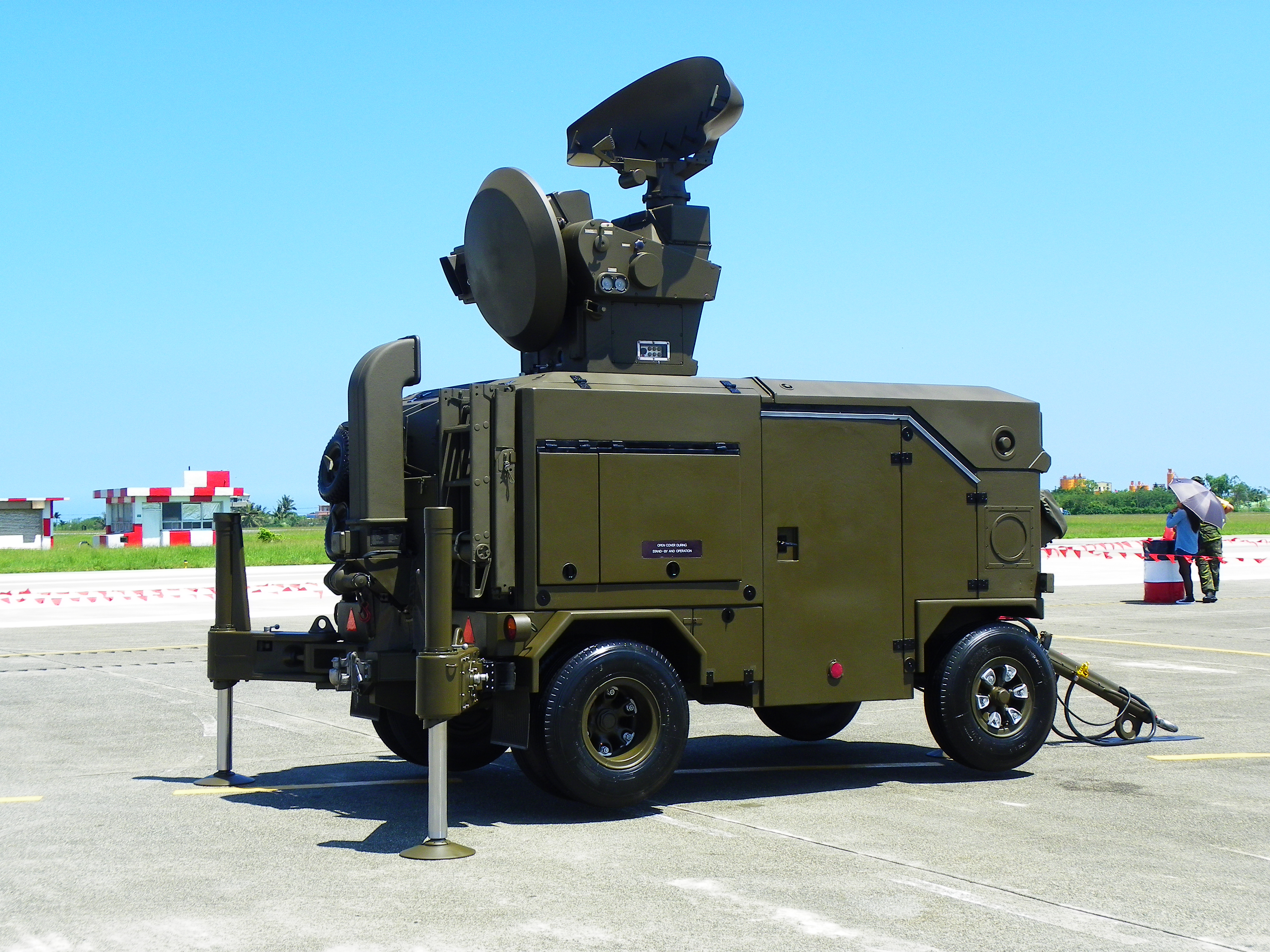
Un système Skyguard taïwanais (2016)
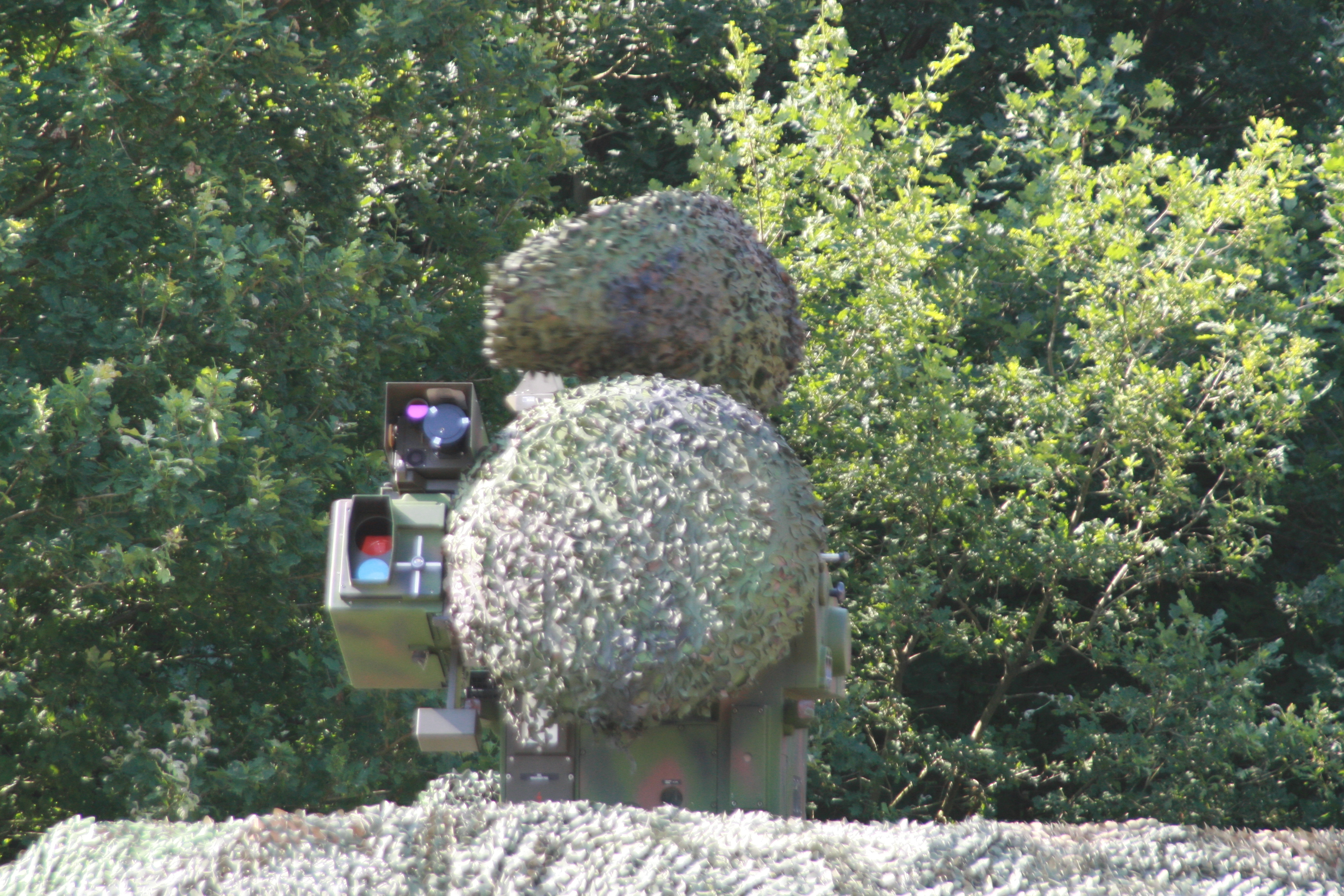
Radars et optiques d'un Appareil de conduite du tir 75/10 des Forces aériennes suisses

## Galerie d'images

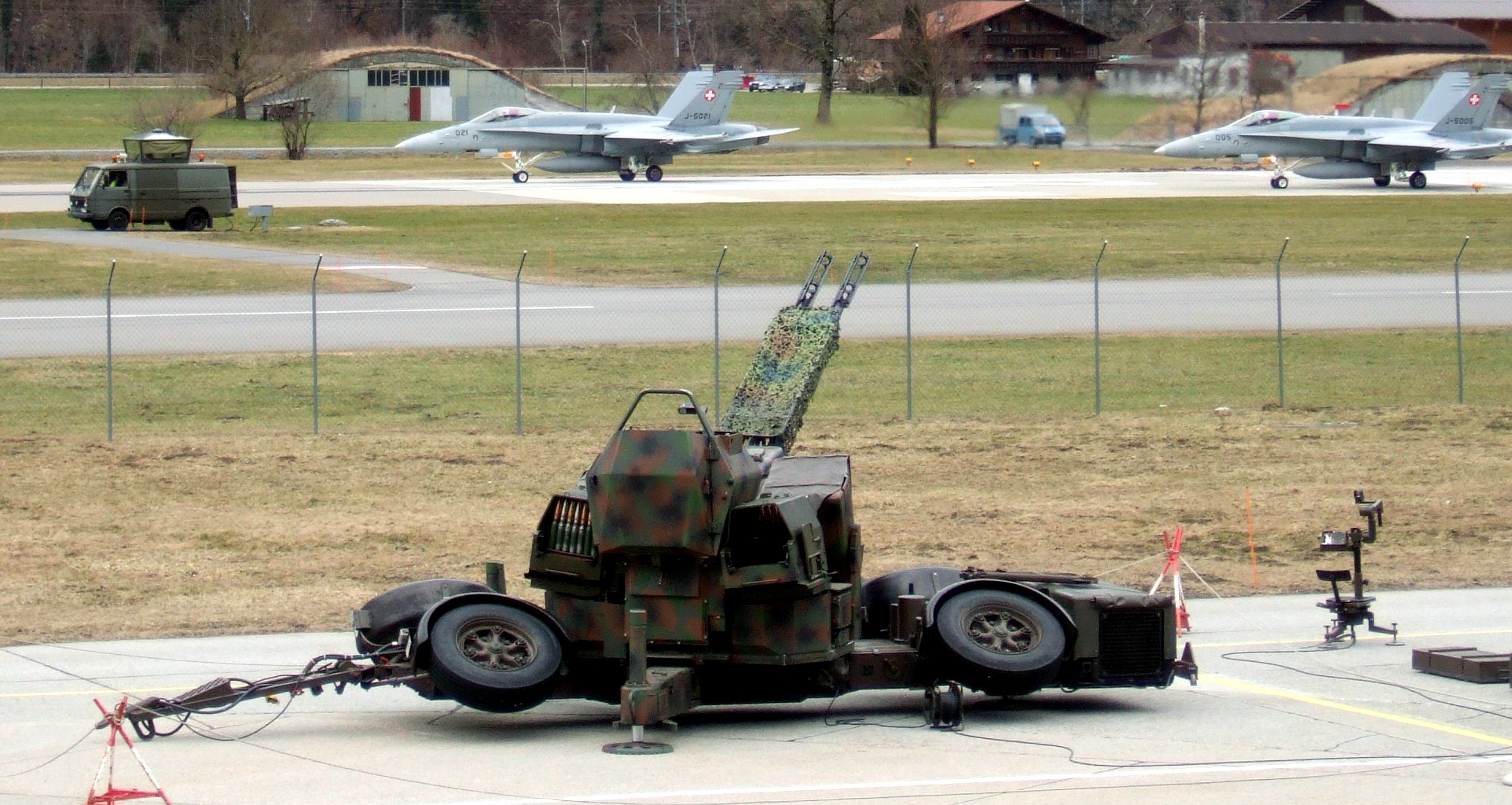
Un GDF-005 (Canon DCA 35 mm 63/90) des Forces aériennes suisses à la base aérienne de Meiringen (en) (2008).
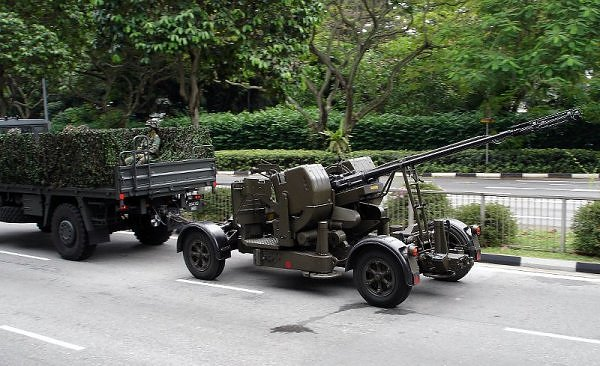
Un GDF-002 de la Force aérienne de la république de Singapour en déplacement (2008).
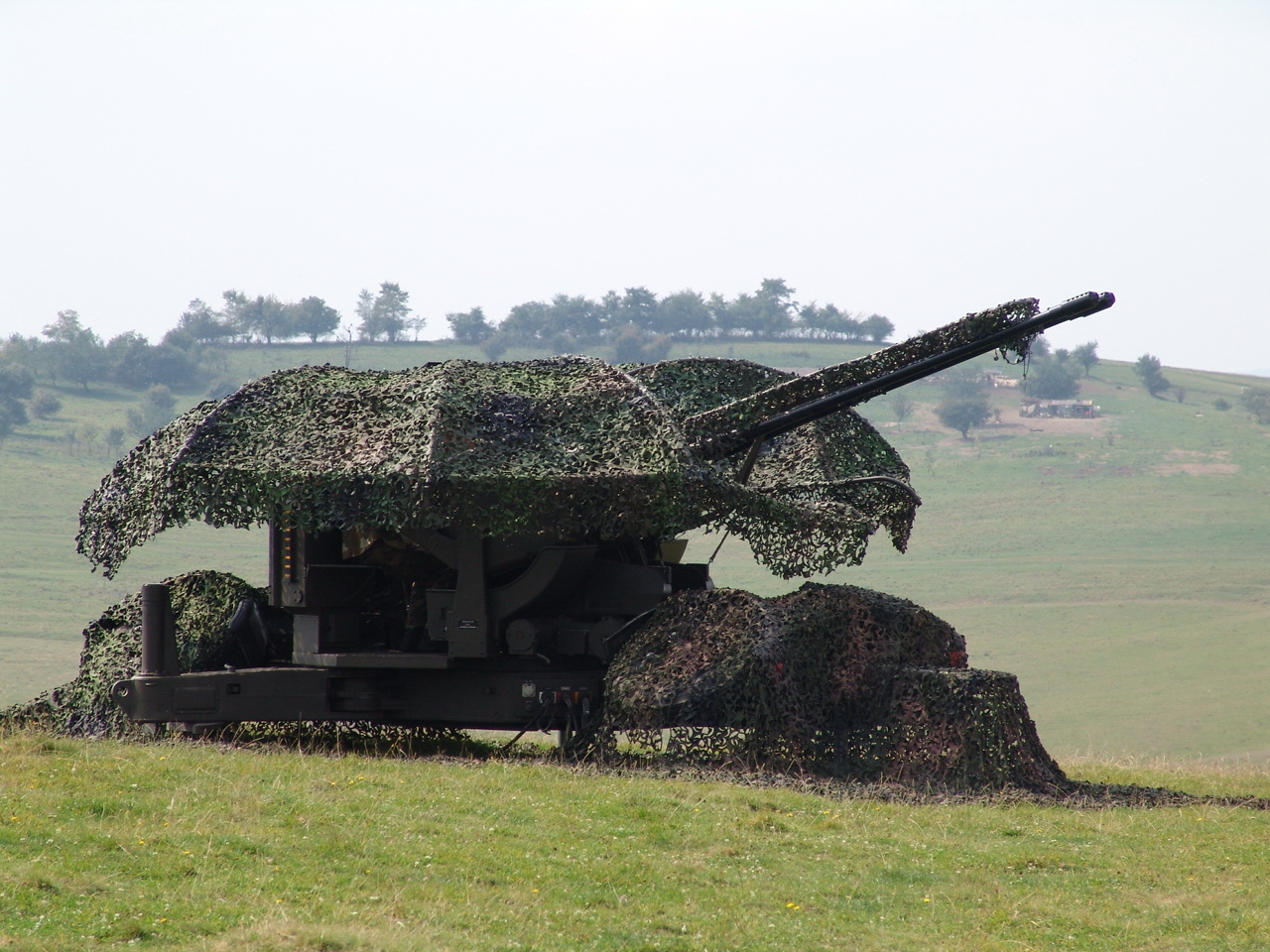
Un GDF-003 camouflé des Forces terrestres roumaines (2004)
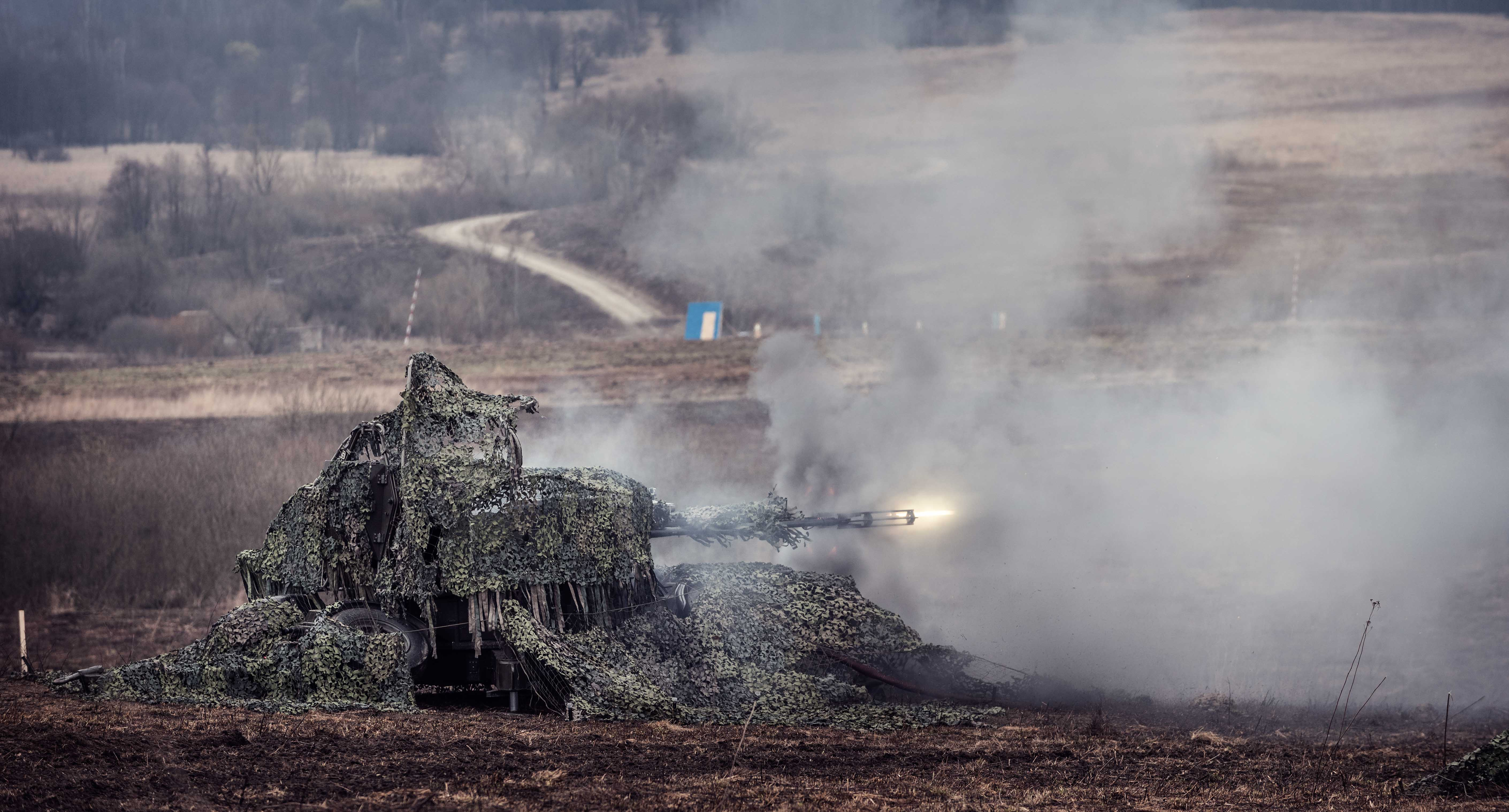
Tirs d'un GDF-005 35 mm ZFlAK 85 de l'armée autrichienne (2017).
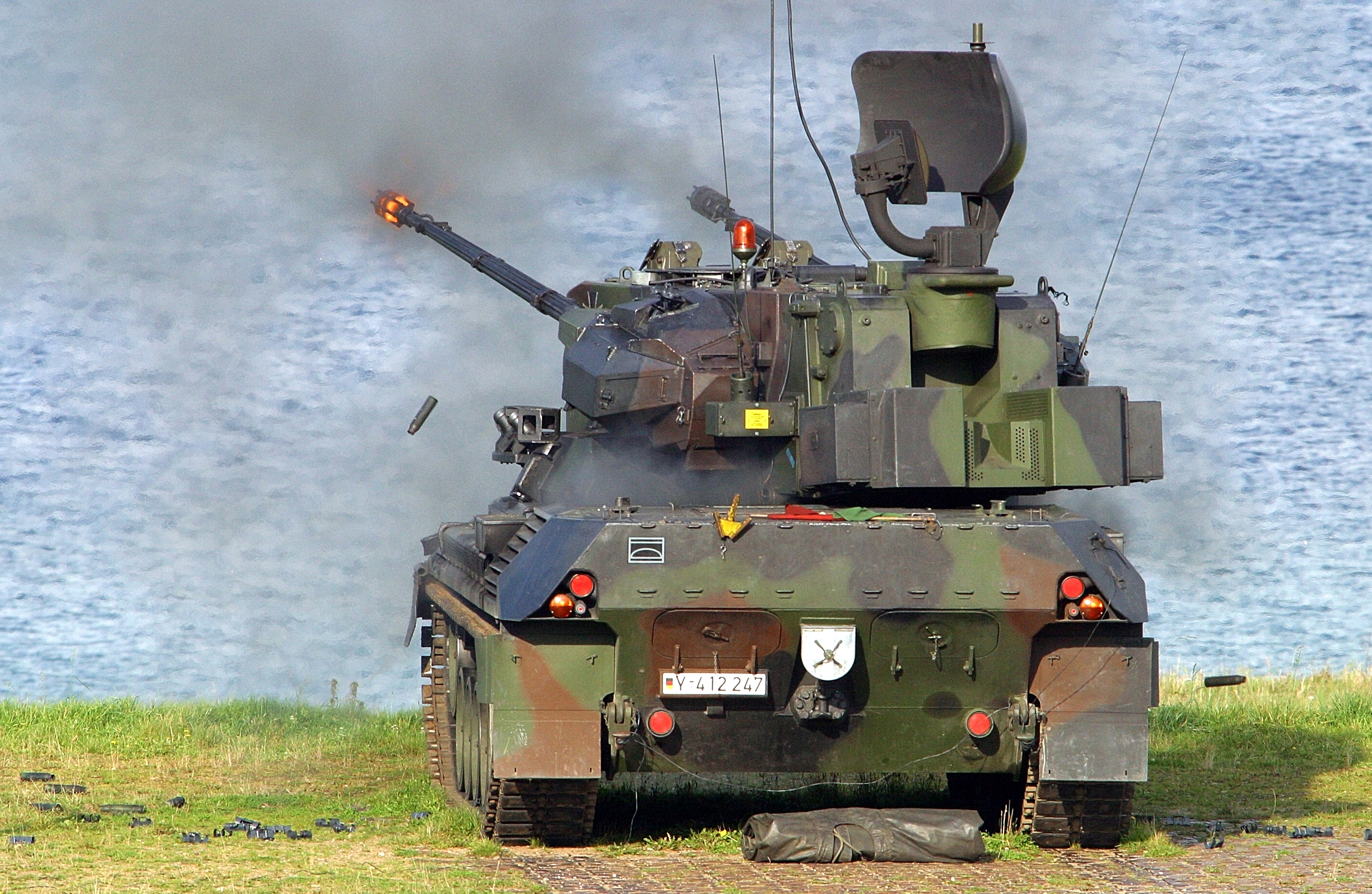
Tir d'un Flugabwehrkanonenpanzer Gepard allemand sur une cible volante (2004).
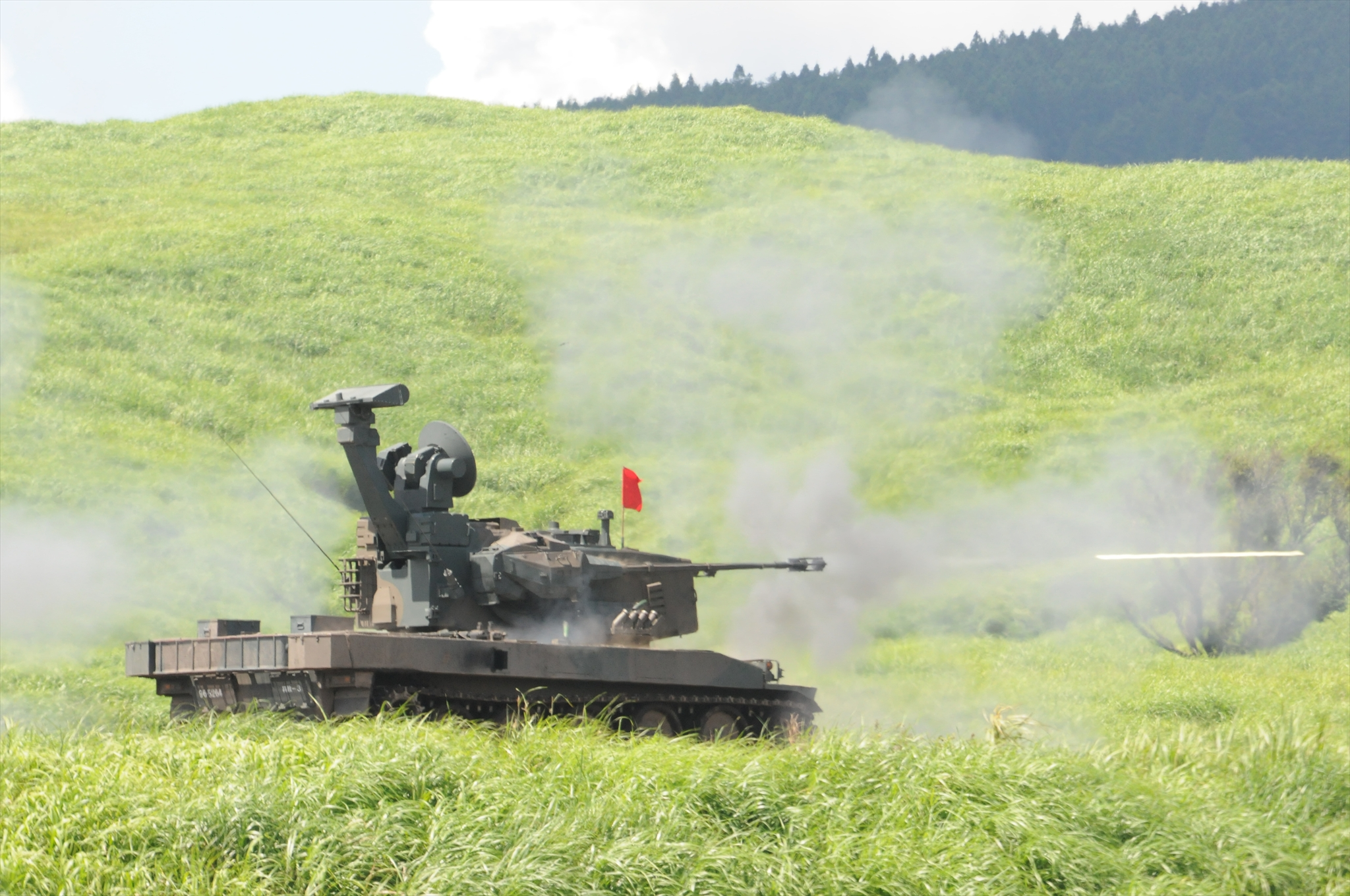
Tirs d'un Type 87 japonais (2013).

## Versions

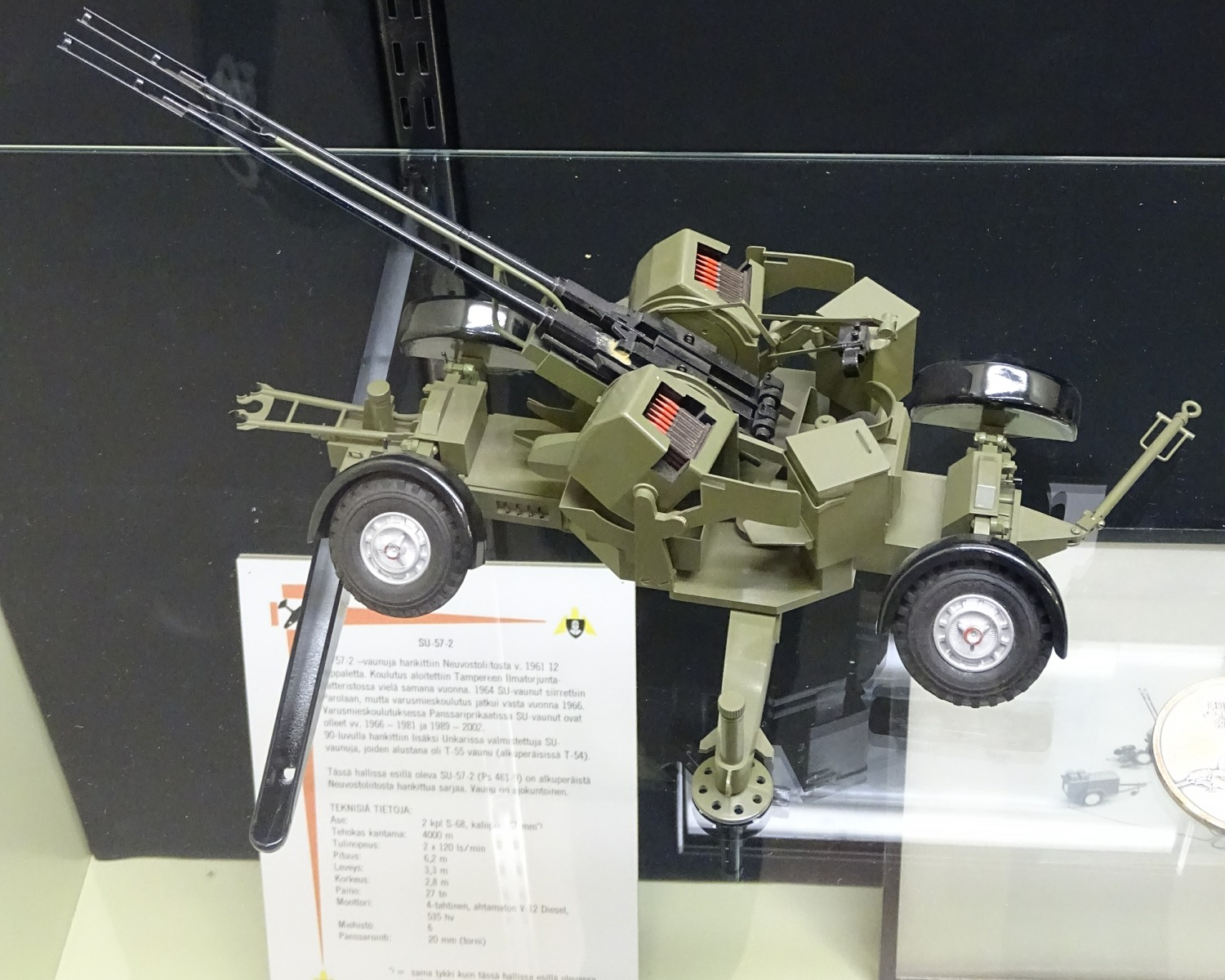
Maquette d'un GDF-001 finlandais

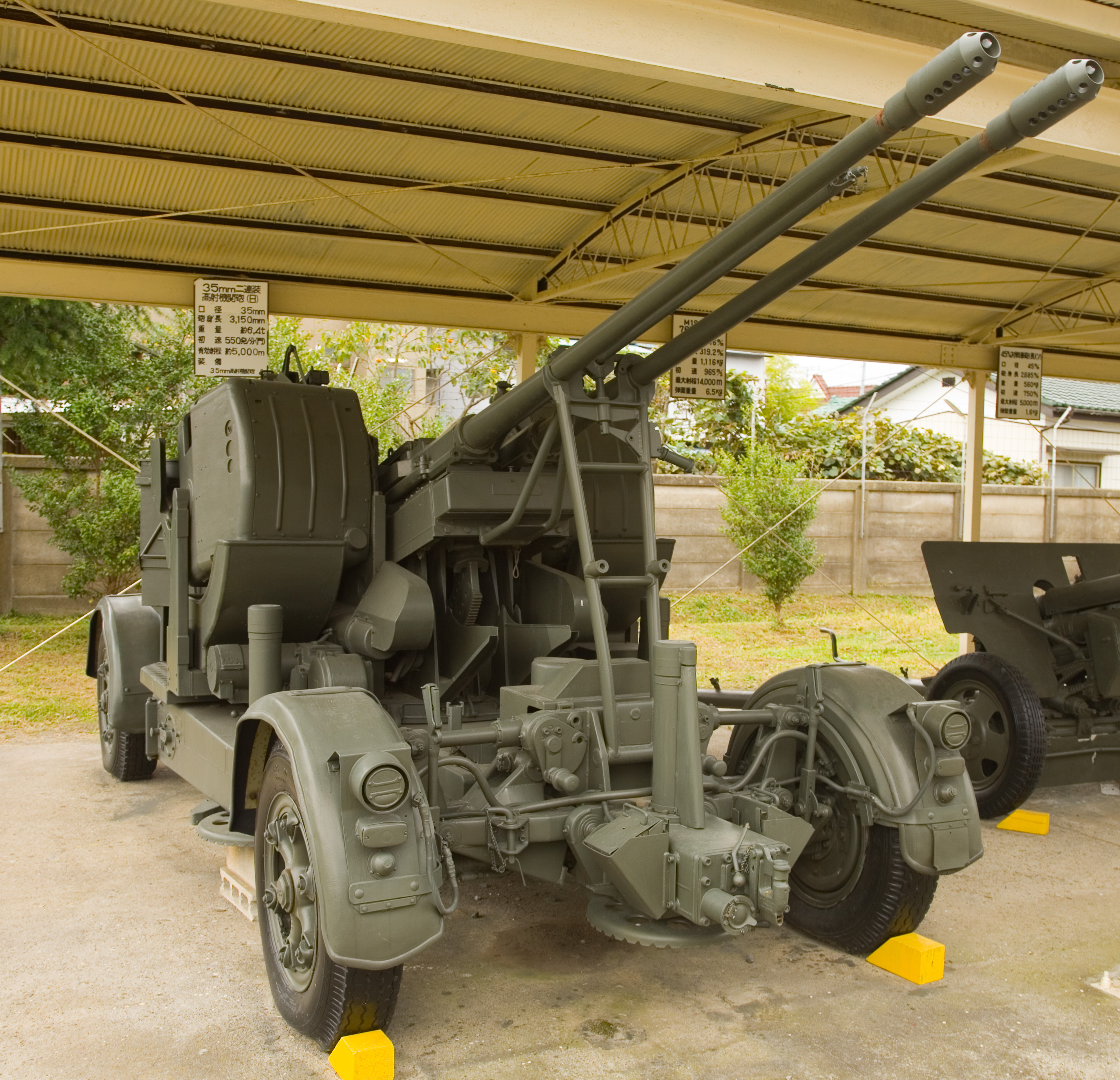
Une version japonaise du GDF-002 en position de déplacement.

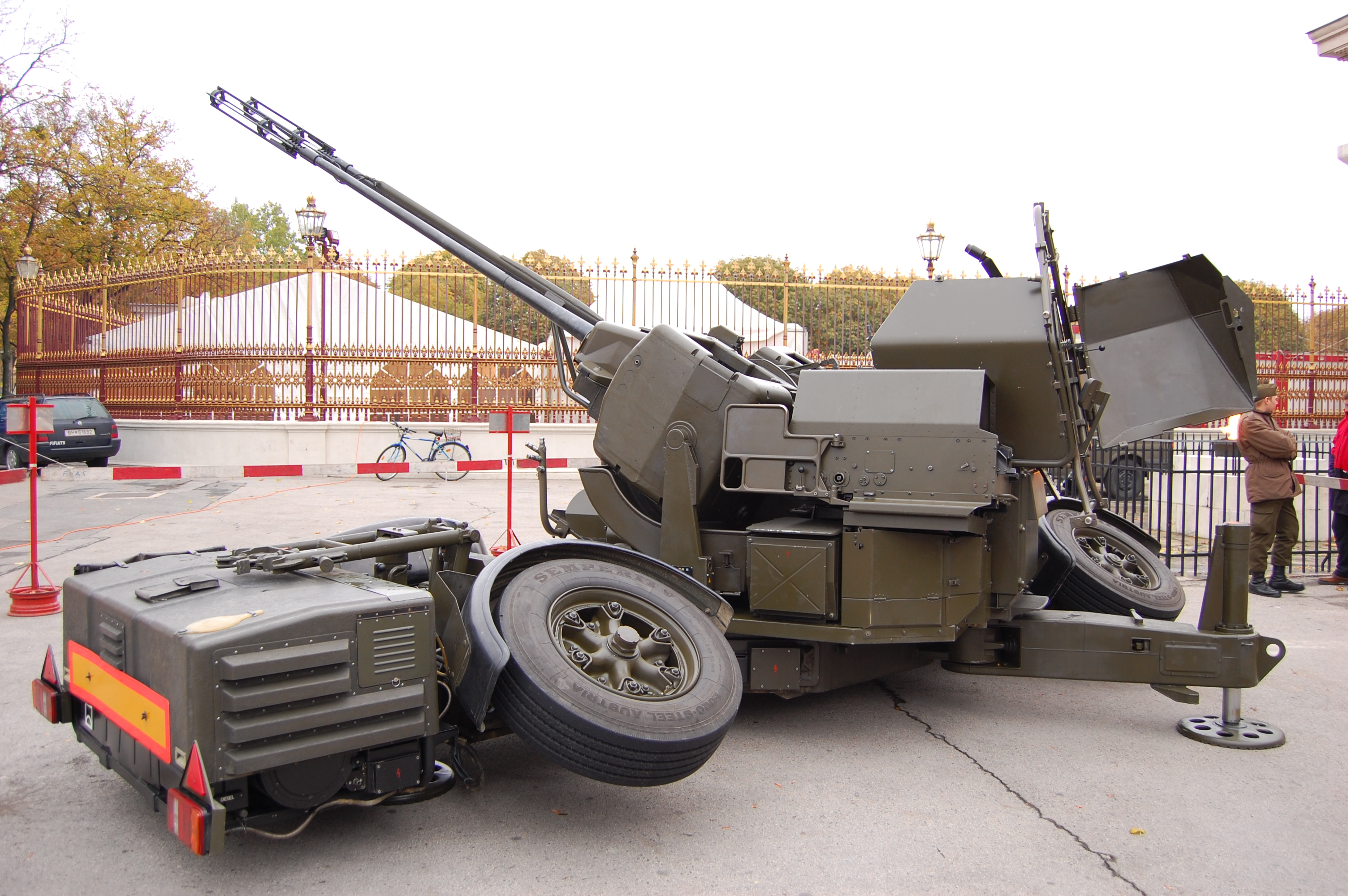
GDF-005 autrichien

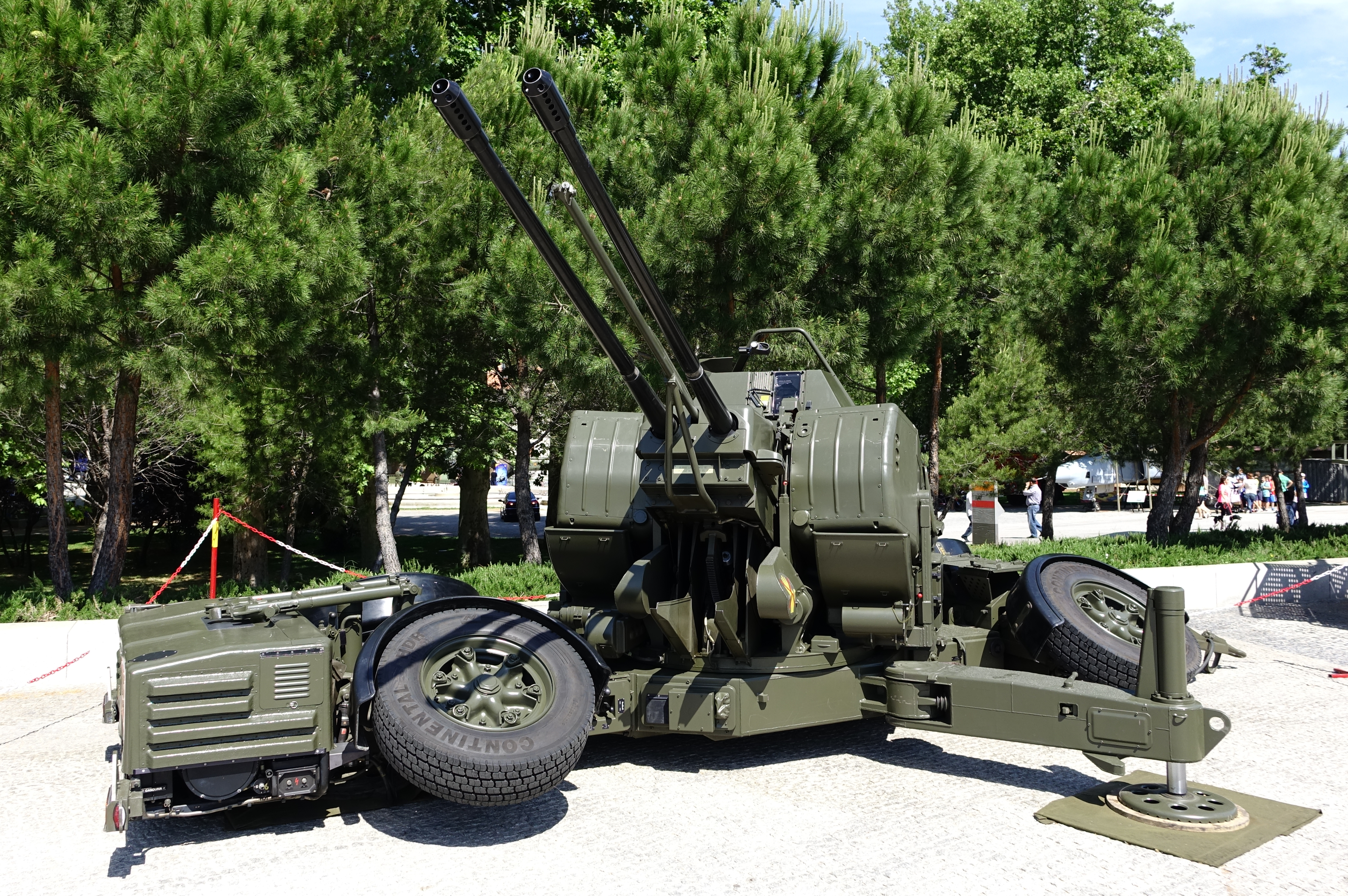
GDF-007 espagnol

- GDF-001/2 ZLA/353 MK : Viseur XABA
- GDF-002 : Introduite en 1980. Viseur Ferranti amélioré et bus de données numériques. L'arme a 112 cartouches prêtes et 126 en réserve (238 cartouches au total).
- GDF-003 : Améliorations mineures comprenant les couvercles de protection et la lubrification automatique des armes.
- GDF-005 : Introduite en 1985. Équipée d'un viseur Gunking 3D contrôlé par ordinateur avec un télémètre laser et un système de conduite de tir numérique. Alimentation et diagnostic intégrés. 280 cartouches sur l'arme et un système de rechargement automatique.
- GDF-006 : GDF-001/002/003 mis à niveau avec le système AHEAD.
- GDF-007 : GDF-005 mise à niveau avec le système AHEAD.
- GDF-009 : Dévoilée à l'IDEF 2015, qui s'est tenu en mai 2015 à Istanbul. À ce jour, son extérieur a considérablement changé, bien que l'installation ait conservé la conception des versions de série originales des systèmes. Contrairement à d'autres variantes, celle-ci repose sur une source d'alimentation interne. Le modèle GDF-009 est basé sur un affût à quatre roues et est soulevé du sol par trois stabilisateurs lorsqu'il est déployé en position de tir. Il dispose également d'un système de mise à niveau automatique qui peut compenser un angle d'inclinaison maximal jusqu'à 7°. La batterie intégrée est montée sur la partie avant du chariot, qui sert d'unité d'alimentation de l'arme et peut être rechargée à partir d'une source externe si nécessaire.
- AHEAD : Une mise à niveau pour les canons de la série GDF construite autour d'un projectile spécial qui explose à un point pré-calculé devant la cible, envoyant un cône de 152 sous-projectiles en tungstène sur la cible. Utilisée par le Canada, le Pakistan, la Grèce, Oman, l'Espagne, Taïwan et le Chili (non confirmé).
- Flugabwehrkanonenpanzer Gepard : Véhicule antiaérien blindé basé sur le châssis du Leopard 1. Utilisé par l'Allemagne, les Pays-Bas, la Belgique, la Roumanie, le Brésil, la Jordanie et le Qatar.
- Marconi Marksman : Véhicule antiaérien blindé basé sur la tourelle Marksman, pouvant être montée sur de nombreux châssis de chars. Le seul modèle produit est une version basée sur le châssis du T-55AM pour la Finlande, sept systèmes de l'ITPSV 90 Marksman ont été produits. Après avoir été stocké en réserve à partir de 2010, les tourelles Marksman ont été transférées sur le châssis du Leopard 2 en 2015, créant l'ITPSV Leopard 2 Marksman.
- MKE GDF-003B : version turque de la série 35 mm GDF. Les canons du système sont fabriqués sous licence par la société turque MKE.
- MKE/Aselsan GDF-003B modernisée : système MKE GDF-003B modernisé par la société turque Aselsan. MKE a fabriqué des canons de 35 mm liés à un système de contrôle de tir et de commandement fabriqué par Aselsan. Le système a des similitudes avec le système Skyguard. Le système de contrôle de tir et de commandement se compose d'un radar de recherche 3D fabriqué par Aselsan, d'un radar de contrôle de tir, de capteurs électro-optiques (E/O) et d'autres composants électroniques. Chaque système d'armes peut tirer jusqu'à 1 100 cp/min (2 x 550 cp/min) avec une portée effective de 4 km. La mise à niveau permet au système de tirer une rafale aérienne Aselsan ATOM de 35 mm qui explose à un point pré-calculé devant la cible, envoyant un cône de pastilles de tungstène sur la cible. L'arme peut également tirer des munitions HEI et TP-T. Le concept des munitions à rafale aérienne ATOM de 35 mm est apparu afin d'augmenter l'efficacité des systèmes de canons contre des cibles modernes, notamment des avions à voilure fixe/rotative, des missiles de croisière, des missiles air-sol, des véhicules aériens sans pilote et d'autres armes à guidage de précision. Le système de contrôle de tir et de commandement d'Aselsan peut également incorporer un SAM de défense aérienne à basse altitude ainsi qu'une plate-forme de canon de 35 mm. Comme le GDF-009, chaque plate-forme de tir est équipée d'une batterie intégrée, qui fonctionne comme unité d'alimentation de l'arme et qui peut être rechargée à partir d'une source externe si nécessaire.
- KORKUT : Véhicule antiaérien blindé turque conçue par Aselsan. Le système a été développé à partir du GDF-003B modernisé et implanté sur le FNSS ACV-30 (en) qui possède des capacités amphibie. Le canon KDC-02 du système est fabriqué sous licence par MKE. Chaque système Korkut comprend un véhicule de commandement et de contrôle et trois véhicules de plate-forme d'armes. Le véhicule de commandement et de contrôle dispose du radar de recherche 3D avec une portée radar effective de 70 km. Chaque véhicule de plate-forme d'armes transporte des canons jumeaux de 35 mm, un radar de conduite de tir et des capteurs électro-optiques (E/O).
- Aselsan GOKDENIZ (en) : version système d'arme rapproché du KORKUT. L'objectif principal du système est de se défendre contre les missiles anti-navires rasant la mer, les véhicules aériens sans pilote et d'autres armes à guidage de précision.
- Type 87 : Véhicule antiaérien blindé japonais basé sur le char Type 74.
- PZA Loara : Véhicule antiaérien blindé polonais basé sur le char PT-91.
- Type 90 (PG99) : copie chinoise sous licence du GDF-002 (Sichuan Military Electronics Industries Group Company (SEMIC)?)
- MAA-01 : variante birmane de fabrication locale utilisant des canons chinois Type 90.
- CS/SA1 : mise à niveau chinoise du GDF-002. Monté sur le camion 6×6 SX2190, le PG99 (CS/SA1) est véhicule antiaérien équipé du Type 90.
- PGZ-09: Véhicule antiaérien blindé chinois basé sur le Type 90. Dévoilé pour la première fois en 2015 lors de la parade du jour de la victoire.
- Samavat : version iranienne avec viseur de vision nocturne et utilisé avec les radars Skyguard (de) et Contraves Superfledermaus (de).
- Amoun : version égyptienne de Skyguard & missile surface-air RIM-7 Sea Sparrow.
- Type 89 : véhicule de combat d'infanterie japonais armé de ce canon (version sol-sol)[1].

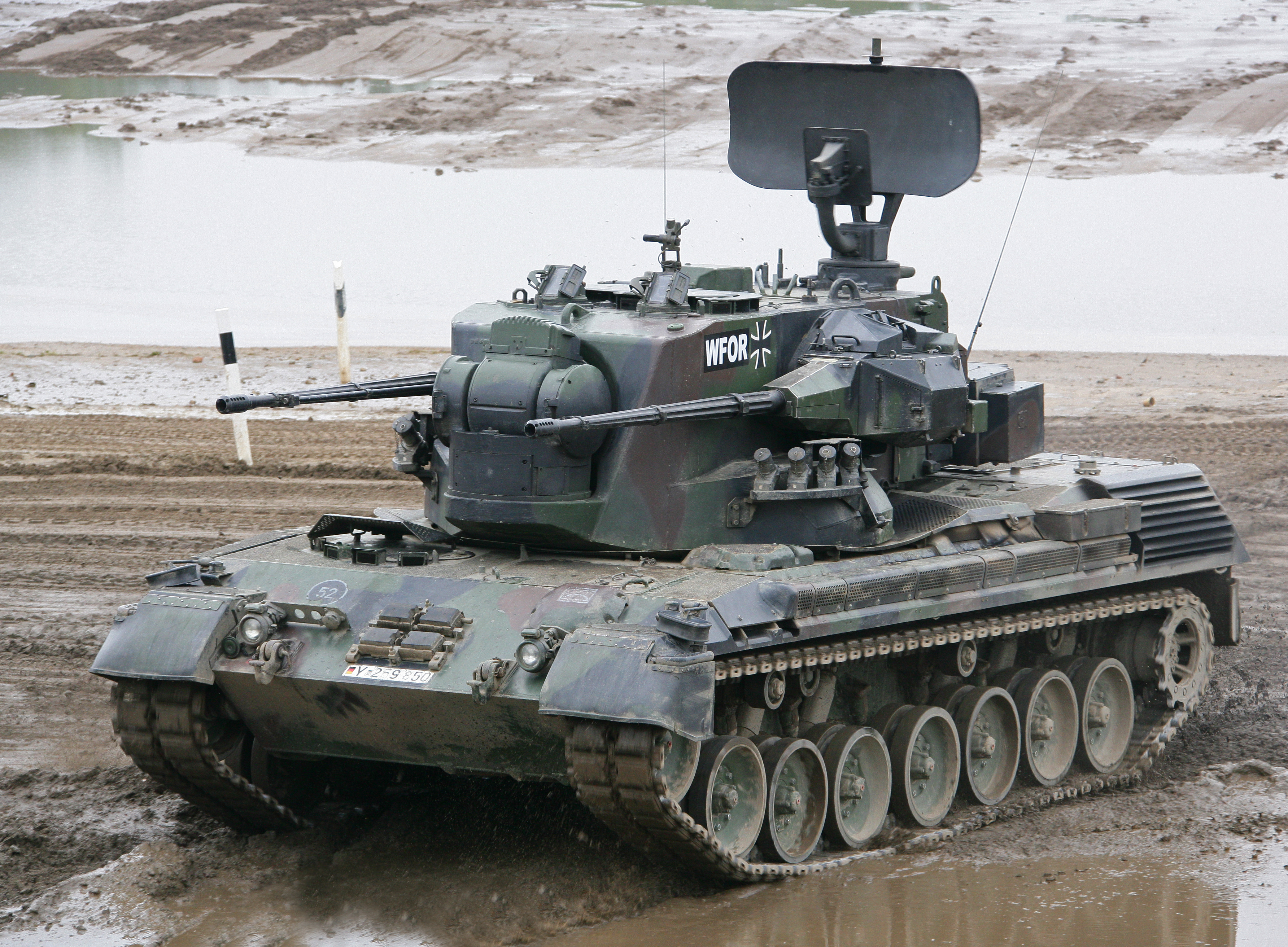
Flugabwehrkanonenpanzer Gepard allemand
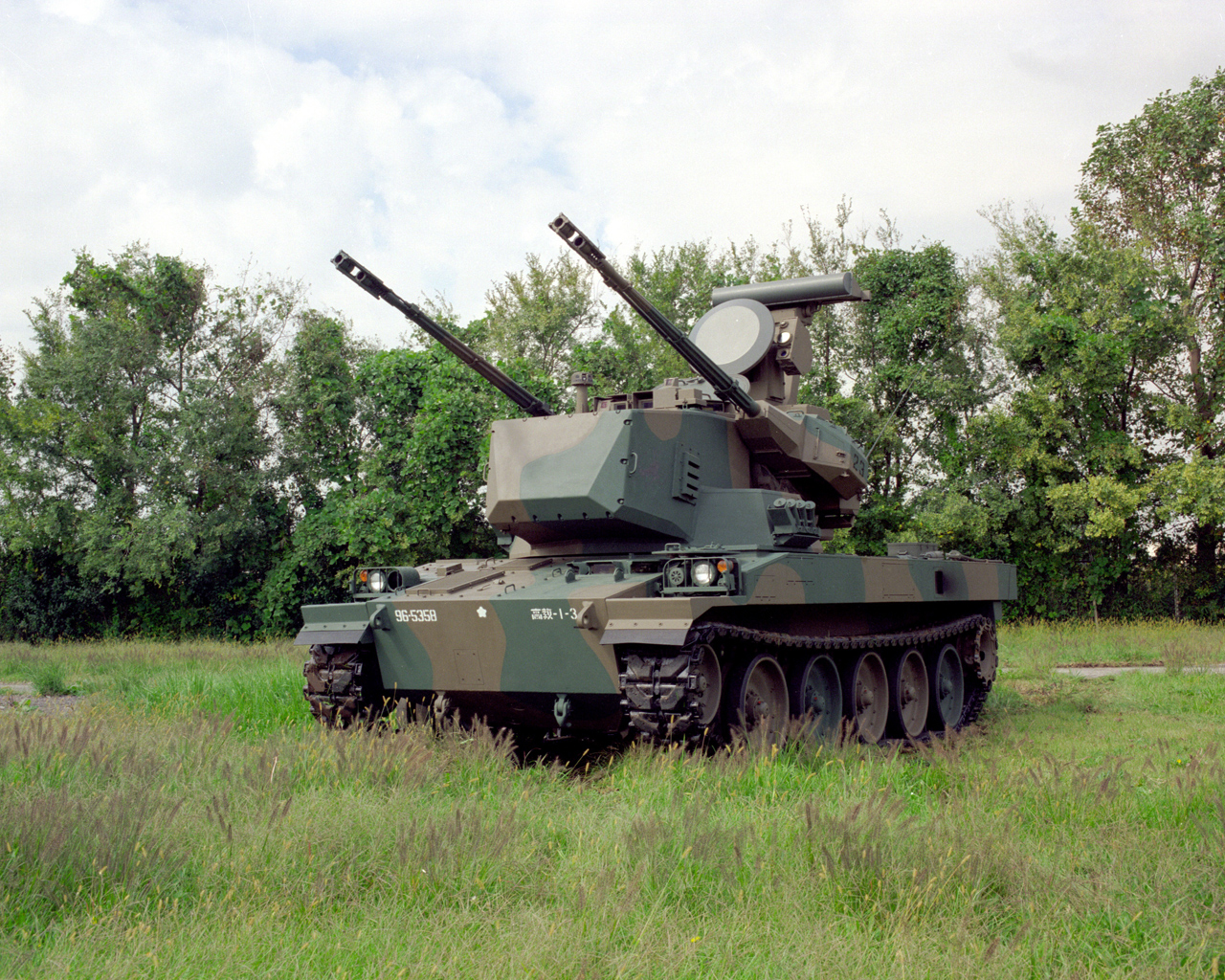
Type 87 japonais
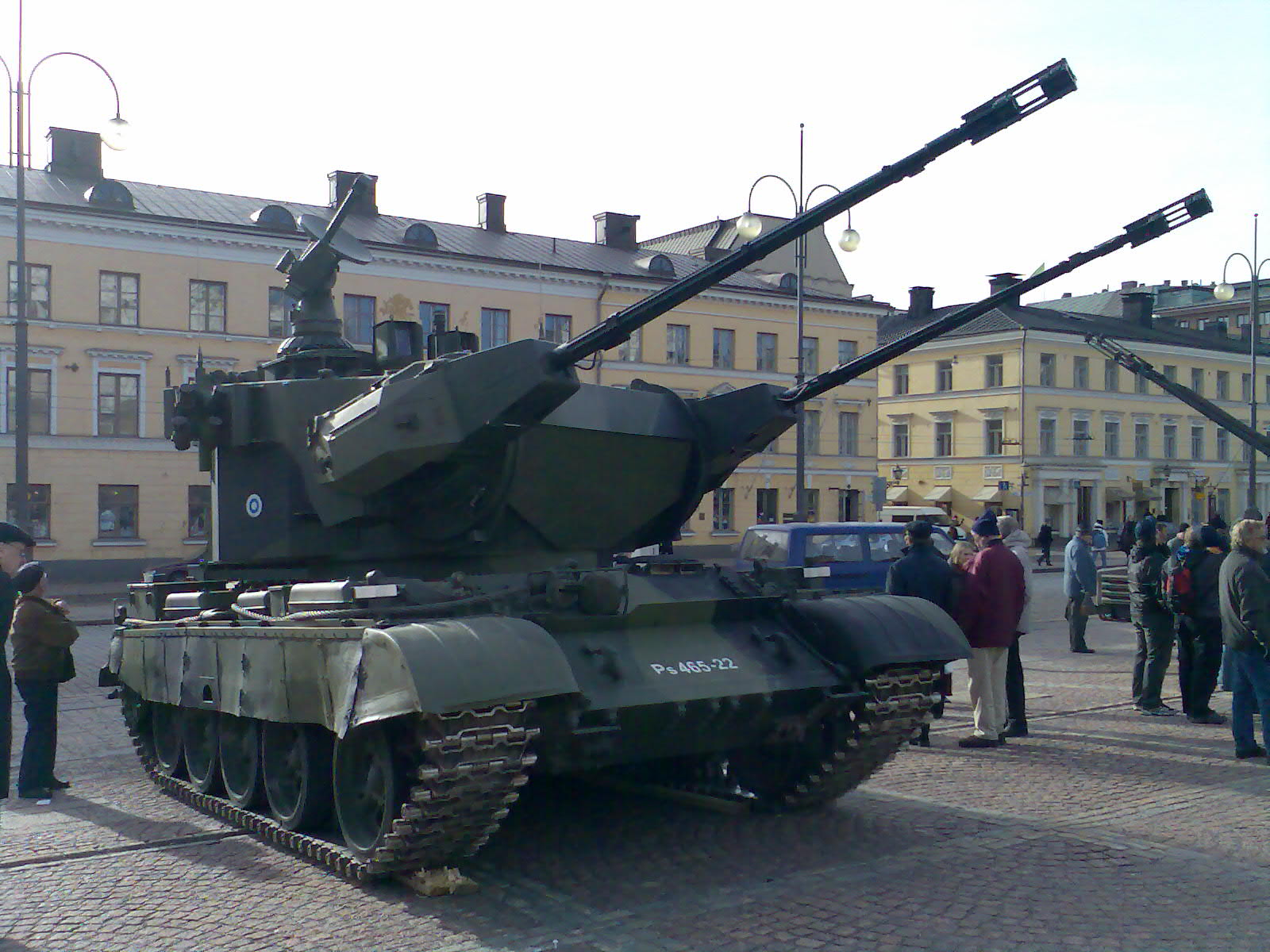
ItPsv 90 Marksman finlandais
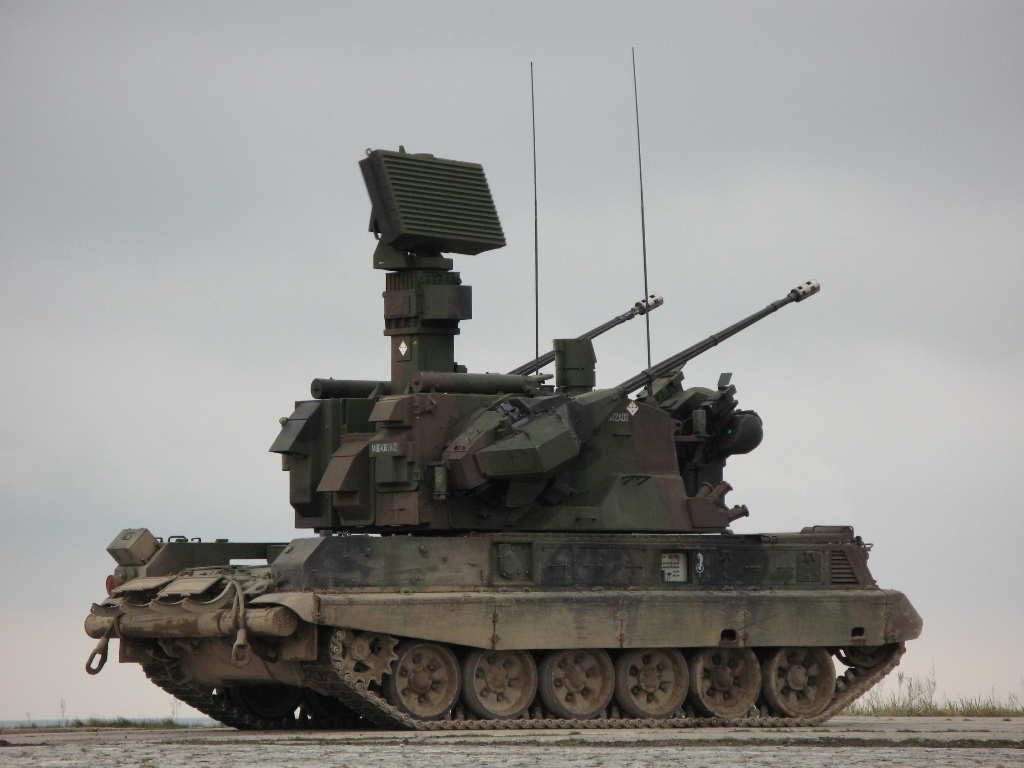
PZA Loara polonais
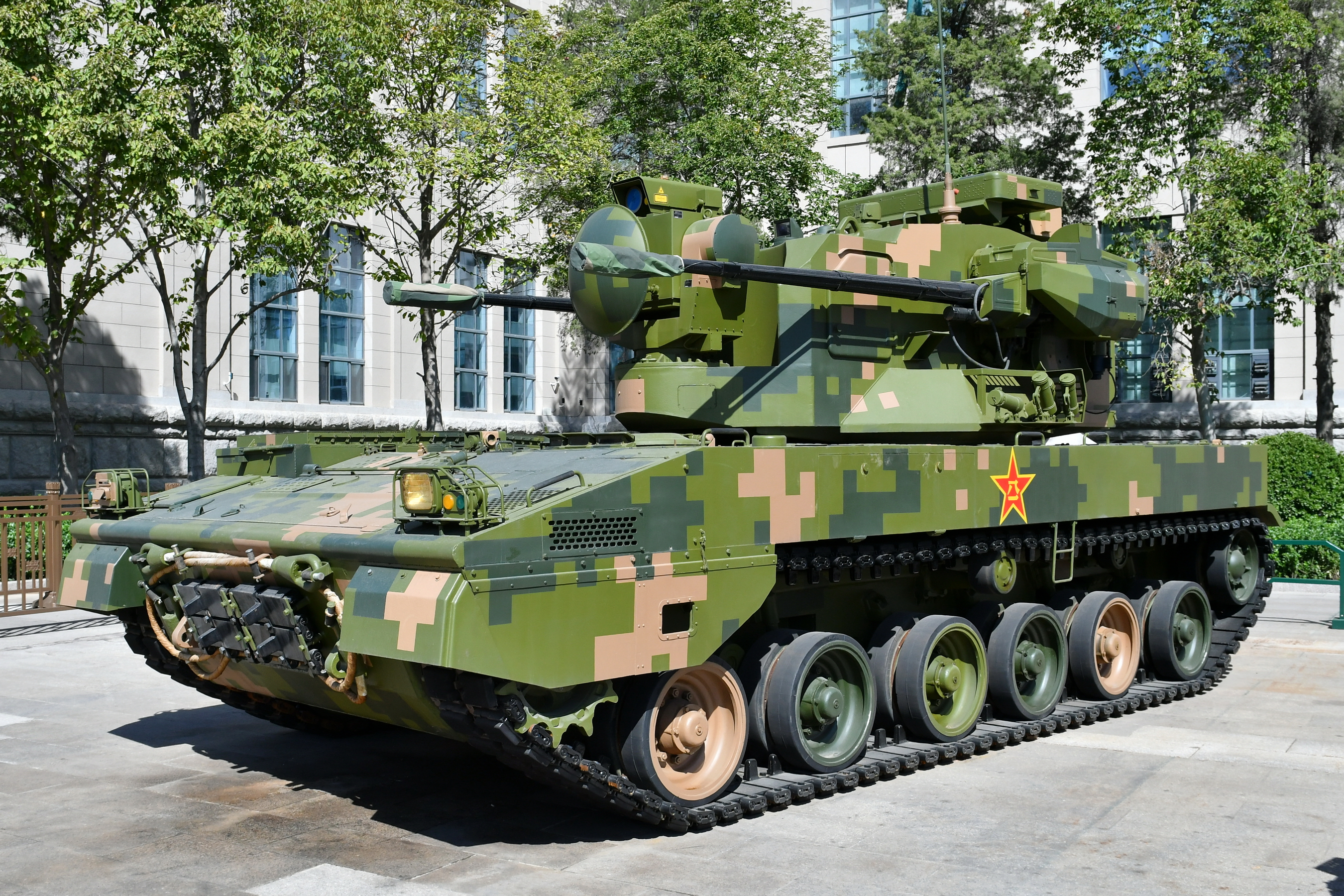
PGZ-09 (Type 09) chinois

## Munitions
| Désignation OTAN    | HE-T/HEI-T            | HE/HEI                | HEI(BF)               | SAPHEI/SAPHEI-T       | APDS/FAPDS            | TP-T/TP               | AHEAD                 | ATOM 35mm             |
| ------------------- | --------------------- | --------------------- | --------------------- | --------------------- | --------------------- | --------------------- | --------------------- | --------------------- |
| Poids du projectile | 535 g (18.9 oz)       | 550 g (19 oz)         | 550 g (19 oz)         | 550 g (19 oz)         | 375 g (13.2 oz)       | 550 g (19 oz)         | 750 g (26 oz)         | n/a                   |
| Explosif            | 98 g (3.5 oz)         | 112 g (4 oz)          | 70 g (2.5 oz)         | 22 g (0.78 oz)        | n/a                   | n/a                   | n/a                   | n/a                   |
| Charge propulsive   | 330 g (12 oz)         | 330 g (12 oz)         | 330 g (12 oz)         | 330 g (12 oz)         | 330 g (12 oz)         | 330 g (12 oz)         | 330 g (12 oz)         | n/a                   |
| Coup complet        | 1 565 g (55.2 oz)     | 1 580 g (56 oz)       | 1 580 g (56 oz)       | 1 552 g (54.7 oz)     | 1 440 g (51 oz)       | 1 580 g (56 oz)       | 1 780 g (63 oz)       | 1 750 g (62 oz)       |
| Vitesse initiale    | 1 175 m/s (3850 ft/s) | 1 175 m/s (3850 ft/s) | 1 175 m/s (3850 ft/s) | 1 175 m/s (3850 ft/s) | 1 440 m/s (4700 ft/s) | 1 175 m/s (385o ft/s) | 1 050 m/s (3400 ft/s) | 1 020 m/s (3300 ft/s) |

Désignation:
- HEI(-T) : High Explosive Incendiary (-Tracer), obus explosif incendiaire (traceur) ou explosif brisant incendiaire
- SAPHEI : Semi-Armour Piercing High Explosive Incendiary, obus semi-perforant explosif incendiaire (OSPEI)
- FAPDS : Frangible Armour Piercing Discarding Sabot, obus perforant frangible à sabot détachable
- TP(-T) : Target Practice (-Tracer), munition pour tir d'exercice (traceur)
- AHEAD : Advanced Hit Efficiency and Destruction, munition de type airburst, c'est-à-dire explosant dans les airs et fonctionnant sur le principe du shrapnel (), contre les avions, drones et missiles. Ces munitions sont automatiquement programmées en fonction de la distance de la cible, explosant à un point pré-calculé devant elle et tirant une rafale de 152 sous-projectiles lourds en métal tungstène.
- ATOM 35mm : munition de type airburst de la société Aselsan

## Utilisateurs
- Afrique du Sud, Armée sud-africaine

102 GDF-002 (100 unités GDF-002 vendu en 2004) + 48 GDF-005 modifiés. Modernisation en système Skyshield : GDF-006 AHEAD et GDF-007 AHEAD.[réf. souhaitée]
Commandés en 1963, 36 GDF-001 (désigné K-63) et 18 Super-Fledermaus sont livrés en 1964 et 1965. La commande de 1965 comprend 90 GDF-001 et 45 Super-Fledermaus supplémentaires qui sont livrés entre 1966 et 1969 ce qui fait un total de 126 GDF-001 et 63 Super-Fledermaus.
- Allemagne, Heer

équipe le Flakpanzer Gepard, retiré du service en 2010?
- Arabie saoudite, Royal Saudi Air Defense

128 GDF-005 modifiés, avec radars Skyguard FC
Commandés en 1973 et livrés entre 1975 et 1977, ils ont été produits aux Royaume-Uni et en Italie. Commandés en 1988, 64 systèmes de conduite de tir Skyguard ont été livrés entre 1988 et 1996. En 2006 18 autres Skyguard ont été commandés et livrés entre 2009 et 2011. Deux Skyguard-3 sont commandés en 2017 et livrés en 2019. Tous sont utilisés avec les GDF 35 mm. A ceci s'ajoute 10 radar de conduite de tir Fieldguard commandés en 1987 et livrés en 1987 et 1988 pour être intégrés aux radars de conduite de tir TECTRAN pour le système ASTROS-2 MRL livré par le Brésil.
- Argentine
  - Armée argentine : 38 GDF-002 avec Skyguard
  - Force aérienne argentine : 6 GDF-002 avec radar Super Fledermaus FC

Commandés en 1968, 12 GDF-001 et 6 radars de conduite de tir Super-Fledermaus, pour être utilisés avec les GDF-001 et les Rh-202 20 mm (en), ont été livrés en 1968? et 1969. Commandés en 1978, 80 GDF-002  et 54 systèmes de conduite de tir Skyguard, pour être utilisés avec les GDF-002 et les Bofors 40 mm (L/70?), ont été livrés entre 1979 et 1981. En 2018, un Skyguard 3 a été livré.
- Autriche
  - Bundesheer : 12 GDF-005 35 mm Zwillingsfliegerabwehrkanone 85 (ZFlAK 85)[3] avec 6 Skyguard 98 Feuerleitgerät 98 (FLGer 98)[4]
  - Force aérienne autrichienne : 18 GDF-005 avec 9 radars Skyguard FC au sein du Fliegerabwehrbataillon 2[5].

En 1962 et 1963, 20 GDF-001 (désigné Zwilling/Fliegerabwehrkanone 65), livrés en 1963 et 1964, et 41 radars de conduite de tir Super-Fledermaus (désigné FLGer 60 et 65), livrés entre 1964 et 1966, sont commandés. Commandés en 1979, 92 GDF-002 (désigné ZFlAK 85) et 37 systèmes de conduite de tir Skyguard (désigné Feuerleitgert-75/79) ont été livrés entre 1979 et 1982.
- Bahreïn, Force terrestre royale de Bahreïn

12 GDF-005 avec le Skyguard FC.
- Bangladesh, Armée de terre bangladaise

2 systèmes, soit 4 GDF-009 avec 2 radar Skyguard-3, commandés en 2017, livrés en 2019/2020.
- Brésil, Armée brésilienne

38 GDF-001 (commandés en 1970, livrés en 1971-1972, produits en Italie), 19 radars Super Fledermaus modernisé (commandés en 1976, livrés en 1977-1979) et 13 radars Skyguard FC (commandés en 1983, livrés en 1985-1995) intégrés au Brésil aux systèmes de conduite de tir EDT-FILA (en).
- Cameroun, Armée camerounaise

18 GDF-002 et 9 radar Super-Fledermaus livrés en 1982. En 2013 la Chine a livré 12 Norinco PG-99 (Type 90) et 15 radar de conduite de tir tracté SEMIC Type 825 pour les GDF-002, transférés aux brigades d'infanterie motorisée, et les PG99 en service au sein des batteries sol-air (4 x PG-99 et 2 x Type 825) du régiment d'artillerie sol-air (RASA). Tractés par des camions Steyr 6x6.
- Canada, Armée canadienne (4e Régiment d'artillerie (Appui général))

20 GDF-005 et 10 radars Skyguard FC en stock pour urgence.
Commandés en 1986, ces matériels sont livrés entre 1988 et 1991
- Chili, Force aérienne chilienne

52? GDF-005/007 avec 16 radars Skyguard III[réf. souhaitée]
Deux Skyguard FC ont été commandés en 1991 et livrés en 1992
- Chine, Armée chinoise

400 Type-90 et Type-99 (GDF-002) avec 200 radar Skyguard FC (Type-902) produit sous licence entre 1997 et 2018
- Colombie, Armée nationale colombienne

75 GDF-005 en réserve
3 Skyguard commandés en 1982 et livré en 1983 et 1984 pour être utilisés avec le missile sol-air AIM-7F Sparrow
- Chypre, Garde nationale chypriote

30 GDF-005 avec 4 Skyguard et missile sol-air Aspide-300
Commandés en 1987 et livrés entre 1988 et 1990.
- Corée du Sud

36 GDF-003, précédemment 18 GDF 35mm ont été livrés en 1975.
- Équateur, Armée

30 GDF-003.
Deux? Skyguard ont été livrés en 1981 pour être utilisés avec des GDF-002. 3 GDM-A 35mm ont également été livrés en 1976 et 1977 pour équiper 3 FAC TNC-45 Seawolf livrés par l'Allemagne.
- Égypte, Armée égyptienne

36 systèmes Amoun (2 x 35 mm jumelés) avec Skyguard et missile sol-air Sparrow.
Commandés en 1982, 72 GDF-003 et 18 radars de conduite de tir Super-Fledermaus ont été livrés entre 1984 et 1987 pour être intégrés aux systèmes Amoun. 6 GCM-AO3 30mm ont également été livrés en 1980 pour équiper 6 patrouilleurs MV-70 livrés par l'Italie.
- Émirats arabes unis, Armée des Émirats arabes unis

30 GDF-005 avec 15 radar Skyguard.
Commandés en 1983, 30 GDF-002 sont livrés en 1984. Hors service?
- Espagne, Armée espagnole, Brigade d'artillerie anti-aérienne

92 GDF-007 (GDF-005 modernisé entre 2003 et 2006) avec 27 Skydor et 18 radars Skyguard FC modernisés
Commandés en 1973, 92 GDF-001 et 46 radars de conduite de tir Super-Fledermaus ont été livrés entre 1975 et 1976. Commandés en 1978, 7 systèmes de conduite de tir Skyguard ont été livrés en 1979 et 1980. En 2004 c'est 24 systèmes de conduite de tir Skyshield qui sont commandés pour 82 millions d'Euro et livrés entre 2006 et 2008. Une partie de ces canons formaient avec les missiles Selenia Aspide (hors service) le système anti-aérien Toledo.
- Finlande, Armée finlandaise

16 35 ITK 88 et 7 Marksman SPAAG
- Grèce, Force aérienne grecque

24 GDF-002 modernisés en GDF-006 AHEAD, 12 radars Skyguard FC modernisés, utilisés avec le missile sol-air Sparrow.
- Indonésie

92 unités. Skyshield
- Iran, Force de défense aérienne de la république islamique d'Iran

92 GDF-002 avec radars Skyguard et Super Fledermaus FC.
- Japon, Force terrestre d'autodéfense japonaise

environ 70 GDF-001 utilisé avec radars Super Fledermaus FC modernisés. Fabriqué avec Japan Steel Works pour le canon et Mitsubishi Electric Corporation pour le reste du système. 52 Type 87, 68 VCI Type 89.
- Koweït, Force aérienne koweïtienne

12 GDF-005 avec Skyguard (Skyshield?) et missile sol-air Sparrow (5 systèmes Amoun avec 2 GDF et 2 x lance-missiles de 4 missiles).
- Malaisie, Armée malaisienne

28 GDF-003 avec radars Skyguard FC
- Nigeria, Forces armées nigérianes

16 Type 90 avec 6 radars Skyguard FC et radars Super-Fledermaus, utilisable pour le missile Roland. Hors d'usage en 2002, un certain nombre de Type 90 ont été remis en service par la 31e brigade d'artillerie avec des ressources locales
- Oman, Armée royale d'Oman

10 GDF-007 modifié AHEAD
- Pakistan, Armée pakistanaise (Army Air Defence Corps)

environ 200 GDF-005 dont 60 modifié AHEAD
- Roumanie, Forces terrestres roumaines

72 GDF-003 et 43 Flakpanzer Gepard.
Les 72 GDF-003, commandés en 1997, et les 36 Skyguard, commandés en 1998, sont livrés en 1998 et 1999. Les Gepard sont acquis d'occasion à l'Allemagne en 2004.
- Royaume-Uni, British Army

15 GDF-002 capturés durant la guerre des Malouines. Il équipe la tourelle anti-aérienne Marksman. De conception britannique, elle n'équipe que la Finlande.
- Singapour, Force aérienne de la république de Singapour

34 GDF-002 et 12 Skyguard FC. 8 radars de conduite de tir Super-Fledermaus sont commandés en 1973 et livrés en 1974 pour être utilisés avec les Bofors 40 mm L/70. En 1978, 34 GDF-001 et 17 Super-Fledermaus sont commandés et livrés en 1979 et 1980. En 1991 12 Skyguard FC sont commandés en 1991 et livrés en 1991 et 1992.
- Suisse, Forces aériennes suisses

27 unités de feu, soit 54 GDF-007? modifiés (Canon DCA 35 mm 63/12) et 27 Appareil de conduite du tir 75/10 Skyguard (de) (ap cond tir 75/10).
Un total de 266 Canon DCA 35 mm 63 (GDF-001) et 111 Appareil de conduite du tir 63 Superfledermaus (de) (en service de 1965 à 1977) ont été acquis avec le programme d'armement de 1963. En 1969, 38 Appareil de conduite du tir 69 Superfledermaus (modernisé) sont achetés (en service de 1970 à 1985). Avec le programme d'armement 1975, les canons sont modernisés (Can DCA 35 63/75) et 135 Appareil de conduite du tir 75 Skyguard sont livrés entre 1980 et 1985sont acquis. En service à partir de 1991, 188 pièces sont modernisées en Can DCA 35 mm 63/90 (GDF-005). Le programme d'armement 2015 inclut notamment la prolongation de l’utilisation du système de DCA moyenne de 35 mm (Can DCA 35 mm 63/12).
- Taïwan, Force aérienne de la république de Chine

50 GDF-006 AHEAD avec 24 Skyguard FC "Sky Sentinel" utilisés avec le missile sol-air RIM-7 Sea Sparrow.
Commandés en 1983, 50 GDF-002 sont livrés entre 1986 et 1988 puis modernisés en 2009.
- Thaïlande, Armée royale thaïlandaise

8 GDF-007 avec 4 radars Skyguard 3 FC commandés en 2015 et livrés en 2017.
- Turquie
  - Force aérienne turque : 120 MKEK GDF-003B, 20 KORKUT (MKEK KDC-02). Chaque système Korkut comprend 1 véhicule de commandement et de contrôle (KKA) et 3 plates-formes d'armes (SSA). Les forces armées turques ont commandé 40 systèmes d'armes, les livraisons devraient s'achever en 2022.
  - Forces terrestres turques : 120 MKEK GDF-003B

Version produite localement sous le nom de MKEK GDF-003B. Les GDF-003B ont été mis à niveau vers GDF-003B modernisés avec le système de contrôle de tir et de commandement fabriqué par Aselsan.